# 지평선

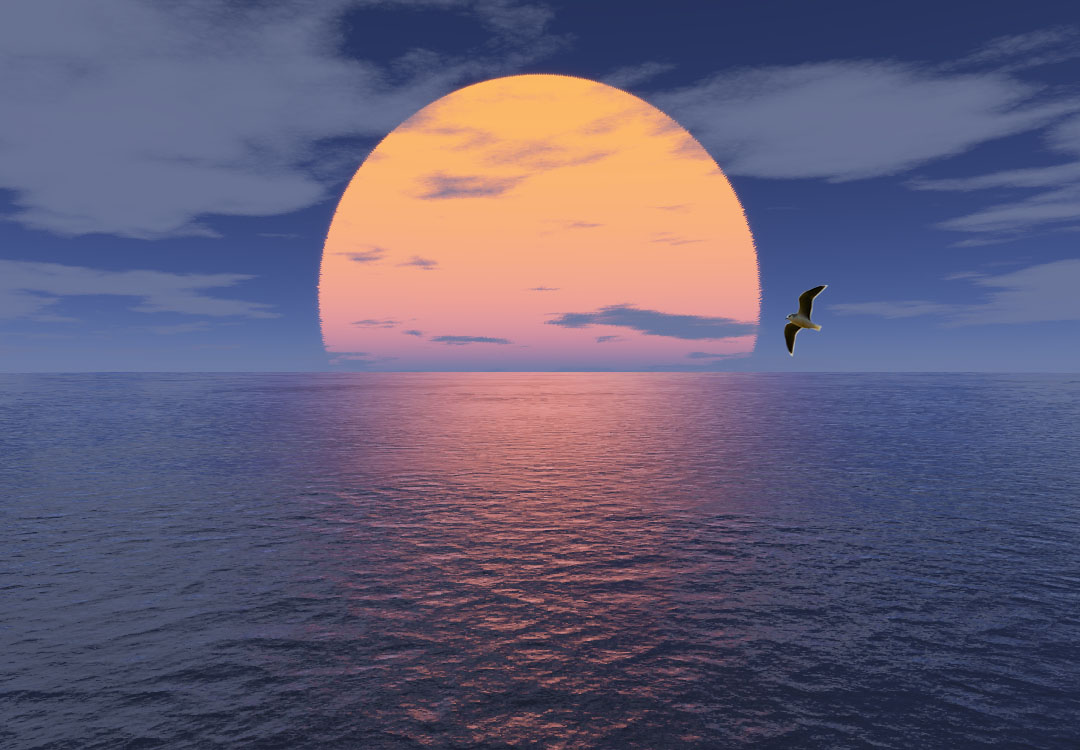
수평선을 보여주는 그림. 장애물이 많은 지평선과 달리 바다에서는 쉽게 수평선을 볼 수 있다.

지평선(地平線, 지평면(地平面))은 땅의 끝과 하늘이 만나는 선을 말한다. 수평선(水平線), 수평면(水平面)은 물과 하늘이 만나는 선을 말한다. 천정과 직각을 이룬다.  지평선은 보통 산이나 건물 등 보다 관찰자와 가까이 있는 물체에 가로막혀 보이지 않으며 평야 지대 등 넓은 영역에 걸쳐 장애물이 없는 곳에서 볼 수 있다. 반면 바다나 거대한 호수 등지에서는 수평선을 쉽게 볼 수 있다. 지평선의 영미권 단어 '허라이즌'(horizon)은 그리스어 "ὁρίζων κύκλος"(호리존 퀴크로스, '원을 나누다')에서 온 말이다. 우리가 볼 수 있는 영역과 볼 수 없는 영역을 구분하는 경계선이다.

## 같이 보기
- 새벽
- 풍경